# 罗伯特·斯考伯
罗伯特·斯考伯 （英語：Robert Scoble，1965年1月18日—）是一名美國博客作者，技术传播者和作家。斯考伯因他的Scobleizer博客而广为人知，该博客在他的微软技术传道者任内声名鹊起。 他曾在Fast Company做过视频博客作者。他目前在Rackspace公司负责Building 43VLOG的网络社区。他和Shel Israel合著 《直率的交谈:博客如何改变与消费者的商务会谈方式》。罗伯特·斯考伯的太太是玛丽亚姆·斯考伯，他有三个孩子，一个孩子是前妻所生，两个孩子是与玛丽亚姆·斯考伯所生。

## 相关书籍
- 斯考伯, 罗伯特; Shel Israel. . Wiley. 2006. ISBN 978-0471747192.
- 市场和公共的新规则第二版 的前序（2010）[1]
- Scoble, Robert; Shel Israel（2013）. 互联时代：手机，感应器，数据和隐私的未来。创新空间独立出版平台。